# Нижняя Липовка (Пензенская область)
Нижняя Липовка — село в Сосновоборском районе Пензенской области России. Входит в состав Нижнекатмисского сельсовета.

## География
Село находится в восточной части Пензенской области, в пределах Приволжской возвышенности, в лесостепной зоне, на левом берегу реки Суры, на расстоянии примерно 8 километров (по прямой) к юго-западу от Сосновоборска, административного центра района. Абсолютная высота — 182 метра над уровнем моря.

### Климат
Климат характеризуется как умеренно континентальный, с холодной продолжительной зимой и тёплым летом. Средняя температура воздуха самого тёплого месяца (июля) — 19 °C (абсолютный максимум — 39 °C); самого холодного (января) — −13 °C (абсолютный минимум — −46 °C). Среднегодовое количество атмосферных осадков варьируется от 480 до 627 мм, из которых большая часть выпадает в тёплый период. Снежный покров держится в течение 150—160 дней.

### Часовой пояс
Село Нижняя Липовка, как и вся Пензенская область, находится в часовой зоне МСК (московское время). Смещение применяемого времени относительно UTC составляет +3:00.

## Население
| 1782 | 1785 | 1795 | 1859 | 1926  | 1930  | 1939 |
| ---- | ---- | ---- | ---- | ----- | ----- | ---- |
| 369  | ↗420 | ↗440 | ↗507 | ↗1537 | ↘1477 | ↘767 |
| 1959 | 1979 | 1989 | 1996 | 2002  | 2010  |      |
| ↘374 | ↘312 | ↘275 | ↗292 | ↘269  | ↘192  |      |

### Национальный состав
Согласно результатам переписи 2002 года, в национальной структуре населения русские составляли 63 % из 269 чел.